# Sława i śmierć
Sława i śmierć – druga część serii In Death, autorstwa J.D. Robb (pseudonim Nory Roberts).

## Fabuła
Porucznik Eve Dallas prowadzi sprawę zabójstwa prokurator Cicely Towers. W sprawę zamieszany jest Roarke, który znał byłego męża oraz kochanka zamordowanej. Eve kłóci się z Roarkiem i para rozstaje się. Dochodzi do zabójstwa kolejnej kobiety- Yvonne Metcalf, aktorki, gwiazdy programów telewizyjnych. Sprawę komplikuje fakt, że była ona kochanką Roarka. Tropy obu śledztw zaczynają prowadzić do dziennikarza, C.J. Morse'a, którego Dallas osobiście nie znosi. Dallas zdobywa dowody winy dziennikarza i organizuje obławę. Dochodzi do starcia Roarke'a i Morse'a. Ten drugi ginie. Roarke zostaje ranny, oświadcza się Eve i zostaje przyjęty.

## Bohaterowie (nowe postaci serii)
- Oficer Delia Peabody – tymczasowa asystentka Eve Dallas
- Crack – właściciel klubu Down and Dirty
- Szef policji Harrison Tible – szef Jacka Whitneya, przełożonego Eve